# Eifelrennen 1939
 (décembre 2021).
Si vous disposez d'ouvrages ou d'articles de référence ou si vous connaissez des sites web de qualité traitant du thème abordé ici, merci de compléter l'article en donnant les références utiles à sa vérifiabilité et en les liant à la section « Notes et références ».
L'Eifelrennen 1939 ou XII ADAC EIFELRENNEN est un Grand Prix qui s'est tenu sur la boucle nord du Nürburgring le 21 mai 1939.

## Grille de départ
| 1re ligne | Pos. 3                              |                                          | Pos. 2                         |                                 | Pos. 1                        |
|           | Caracciola Mercedes-Benz 9 min 57 s |                                          | Nuvolari Auto Union 9 min 57 s |                                 | Lang Mercedes-Benz 9 min 54 s |
| 2e ligne  |                                     | Pos. 5                                   |                                | Pos. 4                          |                               |
|           |                                     | Von Brauchitsch Mercedes-Benz 9 min 58 s |                                | Seaman Mercedes-Benz 9 min 58 s |                               |
| 3e ligne  | Pos. 8                              |                                          | Pos. 7                         |                                 | Pos. 6                        |
|           | Hasse Auto Union                    |                                          | Bigalke Auto Union             |                                 | Müller Auto Union             |
| 4e ligne  |                                     | Pos. 10                                  |                                | Pos. 9                          |                               |
|           |                                     | Hartmann Mercedes-Benz 13 min 18 s 0     |                                | Pietsch Maserati                |                               |
| 5e ligne  | Pos. 13                             |                                          | Pos. 12                        |                                 | Pos. 11                       |
|           | Dipper Maserati                     |                                          | Joa Maserati                   |                                 | Étancelin Talbot              |

## Classement de la course
| Pos. | no | Pilote                  | Écurie                       | Châssis            | Tours | Temps/Abandon     | Grille |
| ---- | -- | ----------------------- | ---------------------------- | ------------------ | ----- | ----------------- | ------ |
| 1    | 16 | Hermann Lang            | Daimler-Benz AG              | Mercedes-Benz W154 | 10    | 1 h 40 min 57 s 1 | 1      |
| 2    | 2  | Tazio Nuvolari          | Ato Union AG                 | Auto Union Type D  | 10    | + 11 s 2          | 2      |
| 3    | 12 | Rudolf Caracciola       | Daimler-Benz AG              | Mercedes-Benz W154 | 10    | + 31 s 3          | 3      |
| 4    | 14 | Manfred von Brauchitsch | Daimler-Benz AG              | Mercedes-Benz W154 | 10    | + 1 min 54 s 0    | 5      |
| 5    | 8  | Rudolf Hasse            | Auto Union AG                | Auto Union Type D  | 10    | + 1 min 59 s 0    | 8      |
| 6    | 10 | Ulrich Bigalke          | Auto Union AG                | Auto Union Type D  | 10    | + 2 min 14 s 0    | 7      |
| 7    | 6  | Hermann Paul Müller     | Auto Union AG                | Auto Union Type D  | 10    | + 2 min 30 s 0    | 6      |
| 8    | 20 | Hans-Hugo Hartmann      | Daimler-Benz AG              | Mercedes-Benz W154 | 10    | + 5 min 22 s 0    | 10     |
| 9    | 22 | Paul Pietsch            | Privé                        | Maserati 6CM       | 9     | + 1 tour          | 9      |
| 10   | 26 | Leonhard Joa            | Süddeutsche Renngemeinschaft | Maserati 4CM       | 9     | + 1 tour          | 12     |
| 11   | 28 | Philippe Étancelin      | Automobiles Talbot-Darracq   | Talbot MD          | 9     | + 1 tour          | 11     |
| 12   | 24 | Heinz Dipper            | Süddeutsche Renngemeinschaft | Maserati 6CM       | 8     | + 2 tours         | 13     |
| Abd. | 18 | Richard Seaman          | Daimler-Benz AG              | Mercedes-Benz W154 | 0     | Transmission      | 4      |
| Np.  | 4  | Hans Stuck              | Auto Union AG                | Auto Union Type D  |       | Pilote malade     |        |
| Np.  | 8  | Georg Meier             | Auto Union AG                | Auto Union Type D  |       | Pilote de réserve |        |
| Np.  | 30 | René Carrière           | Automobiles Talbot-Darracq   | Talbot MD          |       | Non partant       |        |

- Légende: Abd.=Abandon - Np.=Non partant.

## Pole position et record du tour
- Pole position :  Hermann Lang (Mercedes-Benz) en 9 min 54 s 0.
- Meilleur tour en course :  Hermann Lang (Mercedes-Benz) en 9 min 52 s 2.